# Усков, Игорь Борисович
Игорь Борисович Усков (род. 2 сентября 1928, Москва) — советский и российский учёный в области метеорологии, климатологии и агрометеорологии, член-корреспондент РАСХН (1991), член корреспондент РАН (2014).

## Биография
Родился 2 сентября 1928 г. в Москве, сын анатома Бориса Николаевича Ускова. Окончил Высшее военно-морское инженерное училище им. Ф. Э. Дзержинского (1951). До 1957 г. служил инженером на кораблях Военно-Морского Флота.
В 1958—1970 научный сотрудник физико-технического отдела Центрального котлотурбинного института.
С 1970 г. в Агрофизическом НИИ (Ленинград, Санкт-Петербург): заведующий лабораторией физики деятельного слоя атмосферы и агроклимата (1970—1976), заместитель директора по научной работе (1976—1979), директор (1979—1996), с 1996 г. заведующий лабораторией, в настоящее время — главный научный сотрудник.
Одновременно в 1988—1991 гг. генеральный директор Отраслевого научного комплекса по электронизации и научному приборостроению.
Доктор физико-математических наук (1990), профессор (1991), член-корреспондент ВАСХНИЛ и РАСХН (1991), член корреспондент РАН (2014).
Разработал теоретические основы и агрономические приемы защиты почв от ветровой эрозии, методы физического и математического моделирования процессов дефляции почв и противоэрозионных мероприятий, методики почвенно-климатической диагностики предрасположенности регионов к ветровой эрозии и методику вероятностного прогноза возникновения пыльных бурь.
Создал научную школу агроклиматологов.
Заслуженный деятель науки Российской Федерации (1999).

## Научные труды
Опубликовал более 200 научных трудов, в том числе семь монографий:
- Климатические факторы и тепловой режим в открытом и защищенном грунте / соавт. Д. А. Куртенер. — Л.: Гидрометеоиздат, 1982. — 231 с.
- Моделирование продуктивности агроэкосистем / соавт.: Н. Ф. Бондаренко и др. — Л.: Гидрометеоиздат, 1982. — 264 с.
- Высокие урожаи по программе / соавт.: Н. Ф. Бондаренко и др. — Л.: Лениздат, 1986. — 143 с. — (Интенсификация-90).
- Управление микроклиматом сельскохозяйственных полей. — Л.: Гидрометеоиздат, 1988. — 263 с.
- Биоклиматический потенциал России: в 3 т. — Т. 1. — М., 2006. — 312 с.; Т. 2. — М., 2007.- 235 с.; Т. 3. — М., 2008. — 206 с.
- Глобальные изменения климата и прогноз рисков в сельском хозяйстве России. — М., 2009. — 517 с.
- Основы адаптации земледелия к изменениям климата / соавт. А. О. Усков. — СПб.: Нестор-История, 2014. — 383 с.